# US Open-mesterskabet i mixed double 2021
US Open-mesterskabet i mixed double 2021 var den 129. turnering om US Open-mesterskabet i mixed double. Turneringen var en del af US Open 2021 og blev spillet i USTA Billie Jean King National Tennis Center i New York City, USA i perioden 2. - 11. september 2021 med deltagelse af 32 par.
Mesterskabet blev vundet af andenseedede Desirae Krawczyk og Joe Salisbury, som i finalen besejrede Giuliana Olmos og Marcelo Arévalo, som ikke var seedet. Krawczyk havde tidligere på året vundet mixed double-titlen ved French Open og Wimbledon, og hun blev dermed den første spiller siden Mahesh Bhupathi i 2005, der vandt tre grand slam-titler i mixed double i træk, og den blot syvende spiller i den åbne æra, der vandt tre ud af de fire mixed double-titler på en sæson. Sejren var hendes tredje grand slam-titel i karrieren. Triumfen i New York City var Salisburys anden grand slam-titel i 2021 efter at han tidligere havde vundet Frenh Open-mesterskabet sammen med netop Desirae Krawczyk. Dermed nåede briten op på fire grand slam-titler i karrieren, eftersom han tidligere også havde vundet to herredoubletitler. Dagen inden mixed double-finalen havde Salisbury også vundet herredoublefinalen, og han blev dermed den første spiller, der vandt både herredouble- og mixed double-titlen ved US Open, siden Bob Bryan udførste den bedrift i 2010.
Marcelo Arévalo var den første spiller fra El Salvador i en grand slam-finale, og Giuliana Olmos var også i sin første grand slam-finale i sin karriere.
Bethanie Mattek-Sands og Jamie Murray havde vundet de to foregående US Open-mesterskaber i mixed double i 2018 og 2019 og var således forsvarende mestre. Det amerikansk-britiske par tabte imidlertid i første runde til Andreja Klepač og Joran Vliegen.

## Pengepræmier
Den samlede præmiesum til spillerne i mixed double androg $ 638.000 (ekskl. per diem), hvilket var en stigning på lidt over 10 % i forhold til den foregående turnering i 2019.
| Resultat               | Pengepræmier | Pengepræmier | Ændring ift. 2019 |
| Resultat               | Pr. par      | Total        | Ændring ift. 2019 |
| ---------------------- | ------------ | ------------ | ----------------- |
| Vindere (1)            | $ 160.000    | $ 160.000    | 0 %               |
| Finalister (1)         | $ 78.000     | $ 78.000     | +2,6 %            |
| Semifinalister (2)     | $ 40.000     | $ 80.000     | +5,3 %            |
| Kvartfinalister (4)    | $ 22.000     | $ 88.000     | +10,1 %           |
| Tabere i 2. runde (8)  | $ 13.400     | $ 107.200    | +17,5 %           |
| Tabere i 1. runde (16) | $ 7.800      | $ 124.800    | +32,2 %           |
| Samlet præmiesum       | -            | $ 638.000    | +10,5 %           |

## Turnering

### Deltagere
Turneringen havde deltagelse af 32 par, der var fordelt på:
- 24 direkte kvalificerede par i form af deres ranglisteplacering.
- 8 par, der havde modtaget et wildcard.

#### Seedede spillere
De 8 bedste par blev seedet:
| Seedning | Rang. | Spiller                             | Resultat        |
| -------- | ----- | ----------------------------------- | --------------- |
| 1        | 24    | Nicole Melichar-Martinez Ivan Dodig | Anden runde     |
| 2        | 25    | Desirae Krawczyk Joe Salisbury      | Mestre          |
| 3        | 33    | Alexa Guarachi Neal Skupski         | Kvartfinalister |
| 4        | 37    | Luisa Stefani Marcelo Melo          | Første runde    |
| 5        | 37    | Bethanie Mattek-Sands Jamie Murray  | Første runde    |
| 6        | 39    | Ena Shibahara Ben McLachlan         | Anden runde     |
| 7        | 41    | Chan Hao-Ching Michael Venus        | Første runde    |
| 8        | 45    | Demi Schuurs Sander Gillé           | Kvartfinalister |

#### Wildcards
Otte par modtog et wildcard til turneringen.
| Par                                  | Resultat     |
| ------------------------------------ | ------------ |
| Reese Brantmeier Nicholas Monroe     | Første runde |
| Elvina Kalieva Bruno Kuzuhara        | Første runde |
| Madison Keys Bjorn Fratangelo        | Første runde |
| Jamie Loeb Mitchell Krueger          | Første runde |
| Sania Mirza Rajeev Ram               | Første runde |
| Asia Muhammad Jackson Withrow        | Første runde |
| Sabrina Santamaria Nathaniel Lammons | Første runde |
| Sachia Vickery Nathan Pasha          | Anden runde  |

### Resultater
| Nicole Melichar-Martinez |
| Ivan Dodig               |

| Zhang Shuai |
| John Peers  |

| Nicole Melichar-Martinez |
| Ivan Dodig               |

| Asia Muhammad   |
| Jackson Withrow |

| Giuliana Olmos  |
| Marcelo Arévalo |

| Giuliana Olmos  |
| Marcelo Arévalo |

| Giuliana Olmos  |
| Marcelo Arévalo |

| Ellen Perez       |
| Marcelo Demoliner |

| Ellen Perez       |
| Marcelo Demoliner |

| Madison Keys     |
| Bjorn Fratangelo |

| Ellen Perez       |
| Marcelo Demoliner |

| Andreja Klepač |
| Joran Vliegen  |

| Andreja Klepač |
| Joran Vliegen  |

| Bethanie Mattek-Sands |
| Jamie Murray          |

| Giuliana Olmos  |
| Marcelo Arévalo |

| Luisa Stefani |
| Marcelo Melo  |

| Dajana Jastremska |
| Max Purcell       |

| Gabriela Dabrowski |
| Marcus Daniell     |

| Gabriela Dabrowski |
| Marcus Daniell     |

| Dajana Jastremska |
| Max Purcell       |

| Dajana Jastremska |
| Max Purcell       |

| Sania Mirza |
| Rajeev Ram  |

| Dajana Jastremska |
| Max Purcell       |

| Reese Brantmeier |
| Nicholas Monroe  |

| Jaroslava Sjvedova |
| Fabrice Martin     |

| Sachia Vickery |
| Nathan Pasha   |

| Sachia Vickery |
| Nathan Pasha   |

| Jaroslava Sjvedova |
| Fabrice Martin     |

| Jaroslava Sjvedova |
| Fabrice Martin     |

| Chan Hao-Ching |
| Michael Venus  |

| Giuliana Olmos  |
| Marcelo Arévalo |

| Ena Shibahara |
| Ben McLachlan |

| Desirae Krawczyk |
| Joe Salisbury    |

| Hayley Carter |
| Hunter Reese  |

| Ena Shibahara |
| Ben McLachlan |

| Lucie Hradecká |
| Łukasz Kubot   |

| Jessica Pegula  |
| Austin Krajicek |

| Jessica Pegula  |
| Austin Krajicek |

| Jessica Pegula  |
| Austin Krajicek |

| Galina Voskobojeva |
| Nikola Ćaćić       |

| Alexa Guarachi |
| Neal Skupski   |

| Darija Jurak     |
| Matwé Middelkoop |

| Galina Voskobojeva |
| Nikola Ćaćić       |

| Samantha Stosur |
| Bruno Soares    |

| Alexa Guarachi |
| Neal Skupski   |

| Alexa Guarachi |
| Neal Skupski   |

| Jessica Pegula  |
| Austin Krajicek |

| Demi Schuurs |
| Sander Gillé |

| Desirae Krawczyk |
| Joe Salisbury    |

| Elvina Kalieva |
| Bruno Kuzuhara |

| Demi Schuurs |
| Sander Gillé |

| Sabrina Santamaria |
| Nathaniel Lammons  |

| Nadia Podoroska |
| Máximo González |

| Nadia Podoroska |
| Máximo González |

| Demi Schuurs |
| Sander Gillé |

| Storm Sanders |
| Luke Saville  |

| Desirae Krawczyk |
| Joe Salisbury    |

| Belinda Bencic |
| Filip Polášek  |

| Belinda Bencic |
| Filip Polášek  |

| Jamie Loeb       |
| Mitchell Krueger |

| Desirae Krawczyk |
| Joe Salisbury    |

| Desirae Krawczyk |
| Joe Salisbury    |